# Joseph Kneipp
Pour les articles homonymes, voir Kneipp.
Joseph Kneipp, né le 27 septembre 1973 à Brisbane, est un joueur professionnel de squash représentant l'Australie. Il atteint en janvier 2004 la 10e place mondiale sur le circuit international, son meilleur classement. 

## Biographie
Joseph Kneipp est né à Brisbane et a grandi près de Cairns. Il commence à jouer au squash à l'âge de sept ans. En tant que junior, il remporte le titre de champion d'Australie de squash des moins de 13 ans. À l'âge de 14 ans, il fréquente l'Australian Institute of Sport pendant un an. Il est capitaine de l'équipe australienne qui remporte le titre mondial junior par équipes en 1992.
Il rejoint le circuit professionnel en 1994. Son classement mondial le plus élevé est le 10e rang mondial en janvier 2004. Cette année-là, il termine vice-champion des finales World Series battu par Thierry Lincou.

## Palmarès

### Titres
- Championnats du monde par équipes : 2003

## Finales
- World Series Finals : 2004
- Open de Malaisie : 2001